# Love Buzz
Love Buzz è un brano musicale del gruppo musicale olandese degli Shocking Blue pubblicato nel 1969 da Pink Elephant nell'album At Home.

## Il brano
Love Buzz è stata scritta da Robbie van Leeuwen. Si tratta di un pezzo costituito da una miscela di influenze che vanno dal pop rock al rock psichedelico, con un evidente richiamo alla musica statunitense. Il testo del brano 
parla del successo, dell'arroganza e del modo di vivere degli artisti.

## Versione dei Nirvana
| Recensione  | Giudizio |
| ----------- | -------- |
| Discogs     | [ 1 ]    |
| MusicBrainz | [ 2 ]    |

Krist Novoselic amava il rock psichedelico, genere che Kurt Cobain invece detestava. Nonostante ciò Cobain volle assecondare il compagno e decise di registrare Love Buzz, brano di uno dei gruppi preferiti di Krist.
Il singolo contiene anche il brano Big Cheese; entrambe le canzoni fanno parte di Bleach, album con cui il gruppo di Seattle esordì.
Inizialmente furono messe in commercio soltanto 1000 copie numerate del 45 giri, realizzate in vinile nero; in seguito cominciarono a circolare anche dei bootleg riprodotti su vinile colorato.
La versione di Love Buzz presente in Bleach farà parte in seguito dell'EP Blew (dicembre 1989). L'inclusione nell'EP fu la prima apparizione di Love Buzz in Gran Bretagna, in quanto nella versione inglese di Bleach, la canzone era stata sostituita da Big Cheese. La versione inclusa nell'album presenta un missaggio lievemente differente rispetto al singolo, essendo mancante all'inizio del collage sonoro di 10 secondi opera di Kurt Cobain.
Nel 2012, una puntata della trasmissione olandese Classic Recordings sull'album At Home degli Shocking Blue, contenne una rara intervista al chitarrista Robbie van Leeuwen e spezzoni dei Nirvana che suonavano dal vivo la canzone al club Paradiso, Amsterdam. Klaasje van der Wal si disse orgoglioso del fatto che Krist Novoselic una volta lo avesse definito "un dio del basso" in un blog, mentre raccontò che Van Leeuwen era stato informato della cover dei Nirvana durante una visita a Hilversum nei Paesi Bassi. Apparentemente, egli aveva ascoltato Bleach in un negozio, ma non lo aveva comprato in quanto riteneva che la reinterpretazione dei Nirvana fosse inferiore.
Essendo il singolo Love Buzz stato pubblicato nel novembre 1988, il 17 dicembre 2013 i Nirvana furono dichiarati nel loro primo anno di eleggibilità come parte della classe del 2014 degli ammessi alla Rock and Roll Hall of Fame. Nel 2017, in occasione di quello che sarebbe stato il cinquantesimo compleanno di Kurt Cobain, la Phonographic Performance Limited pubblicò una lista delle 20 canzoni dei Nirvana più suonate su radio e TV britanniche; Love Buzz si classificò alla posizione numero 14.

### Tracce singolo
Sub Pop - SP 23
1. Love Buzz (Robby Van Leeuwen)
2. Big Cheese (Kurt Cobain, Krist Novoselic)

### Esecuzioni dal vivo
Una intensa, violenta performance della canzone, registrata a Dallas, Texas, è inclusa nel documentario Live! Tonight! Sold Out!!; un'altra esecuzione del 1990 tratta da un concerto all'Olympia Theater venne inclusa nel box set With the Lights Out, ed infine un'altra esecuzione datata 1991 è visibile nel video Live at the Paramount.

### Formazione
- Kurt Cobain - voce, chitarra
- Krist Novoselic - basso
- Chad Channing - batteria

## Altre cover e campionamenti
Oltre alla celebre reinterpretazione da parte dei Nirvana, il brano conta numerose reinterpretazioni, tra cui quelle di:
- TedEdFred Love Buzz, del 17 aprile 1987.[2]
- I Prodigy campionarono una porzione del brano originale degli Shocking Blue per la loro canzone Phoenix inclusa nell'album Always Outnumbered, Never Outgunned del 2004.
- Elementi della versione originale della canzone sono stati campionati nella traccia Kitty Box di Lil' Kim, inclusa nel suo album The Naked Truth del 2005.
- Gli Hatcham Social nell'EP Party, pubblicato nel 2008.
- L'artista Hip hop k-os campionò la traccia nella canzone Uptown GirL nell'album Yes! del 2009.
- Un club mix di Love Buzz è stato pubblicato dall'etichetta Saint Thomas Records nel 2009 dal gruppo psichedelico texano Lithium X-Mas su CD single.
- Il gruppo rap danese Malk De Koijn ha campionato Love Buzz nel brano 5 øres ting tratto dal disco Toback to The Fromtime del 2011.
- La cantautrice tedesca Anika reinterpretò Love Buzz nel 2013 nel suo omonimo EP.
- I Circa Survive reinterpretarono Luve Buzz su singolo, pubblicato il 16 aprile 2016.
- I Veeblefetzer ne hanno fatto una loro versione pubblicata nell'album More del 2019.